# Писати мисліте
«Писати мисліте» — збірка віршів українського письменника Івана Андрусяка, опублікована в 2008 році видавництвом «Факт» (Київ).
Художнє оформлення виконав Богдан-Олег Горобчук.
Назву збірки витлумачено в анотації:
«Житейська мандрівка — а тим паче мандрівка духу — ніколи не буває прямою і рівною. Вона неодмінно звивиста — наче літера «М», котра в старожитній абетці недарма звалася «мисліте». Адже прямий шлях простий і однозначний, він немов заперечує думку як таку, — тоді як шлях звивистий уже сам собою схиляє до розмислу.
Поет Іван Андрусяк не шукає простих і рівних шляхів. Він запрошує вас «пописати мисліте» — здійснити неквапну, але глибинну мандрівку духу. Попервах барокову, відтак модерну, часом навіть і постмодерну — але це мандрівка, здатна кожного з нас привести до самого себе. Він-бо вміє не просто писати — він воліє писати і мислити!».

## Відгуки критики
Олександр Хоменко:
|  | «Писати мисліте» — то книга не так рубіжности й межі, як синтезів і увиразнень. Її семантична вагота якось по-особливому проявлює ту обставину, що і вона, і всі Андрусякові дотеперішні збірки — від «Депресивного синдрому» починаючи — то окремішні скрипти всеосяжного барокового «Алфавіту», у модальностях якого так уподобали відчитувати містерію життя екзегети зрілого нашого Бароко — Іван Максимович та Григорій Сковорода. І якщо перші її літери були деструктивно-кабалістичними, то нині перед нами — коли півустав викладача піїтики в Могилянській академії, а коли — й козацький скоропис мандрованого дяка. Іван жартома пояснює її назву в той спосіб, що, мовляв, вони після доброї чарки ходили вихилясом, тобто «писали» дорогою літеру «М»: знову ж маємо типову барокову апофатику, де крізь «низьке» просвічує нетутешнім сяєвом «високе». |

Станіслав Бондаренко:
|  | Его строфы без знаков препинания и больших букв, как ныне модно, но особо удивляет язык, словно вычерпнутый из «пралісів» и карпатских ручьев — его «неочищена мова», то есть она не из дистиллированной воды, разлитой в пластиковые бутылки, а собранная по капле из природы. |

Галина Романенко:
|  | Роблячи спробу періодизації творчості Іана Андрусяка, Анатолій Дністровий свого часу виділяв такі три її етапи: деґенераційний (період «Нової Деґенерації»), імперативний та умиротворенний. Твердження про «знаходження» поета саме на третьому етапі особливо згадується при переході на заключний акорд збірки – із власне «храбустовими» трав'яними назвами: «Чортополох», «Дервій», «Безсмертник», «Інтродукція: Петрові батоги». І тут справа не у поміркованості висловлювань, або ж відсутності експресії, з якими, як правило, пов'язують поняття «умиротвореності». Ні, ані гостроти, ані руху тут не бракує, проте такі рослинні, природні в буквальному значенні слова назви вже самі створюють таке «місце обзору» для вірша, дивлячись із якого не можна не помічати у панорамі, що відкриється очам, саме умиротворенності, спокою та, якщо не мудрості, то принаймні шляху до неї – мислення та мислеписання. |

## Видання
- Іван Андрусяк, Писати мисліте: вірші;— К.: Факт, 2008.